# Archivo Histórico Provincial de Cuenca
El Archivo Histórico Provincial de Cuenca, que fue fundado en 1948, deposita los documentos de la administración pública provincial.

## Creación
Los Archivos Históricos Provinciales fueron creados mediante Decreto de 12 de noviembre de 1931, y, concretamente, el Archivo Histórico Provincial de Cuenca inicia su andadura por una Orden de 18 de diciembre de 1948, del Ministerio de Educación Nacional.

## Sede

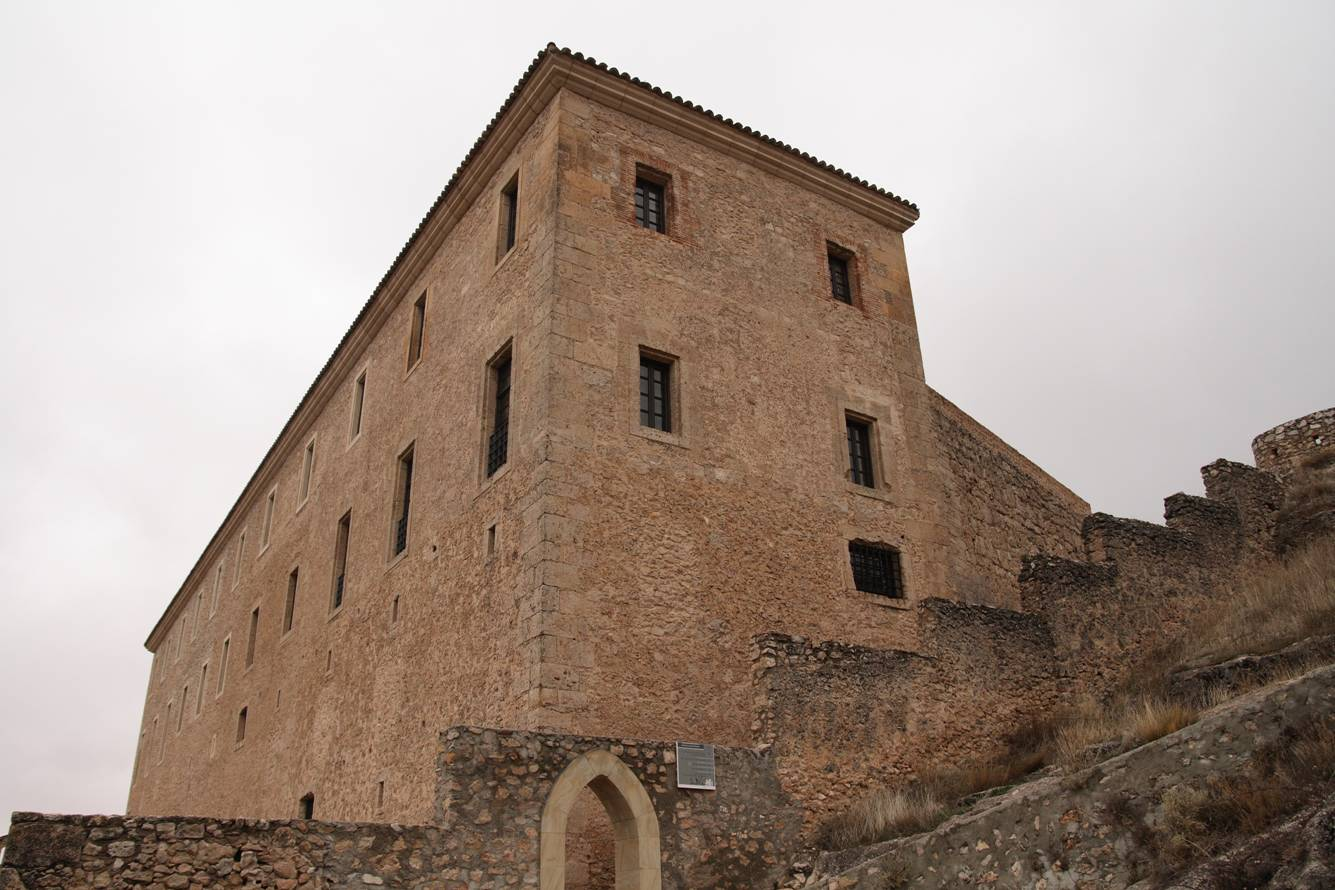
Castillo, Tribunal de la Inquisición, Cuartel, Cárcel y Archivo.

El AHP de Cuenca se encuentra ubicado en la actualidad en el edificio que, comúnmente, se conoce como cárcel, al haber sido este último destino el que tuvo para, posteriormente, ser rehabilitado y reconstruido, entre 1985-1990. Con anterioridad, sirvió a distintas instituciones y hechos: Corona, Consejo de la Suprema y General Inquisición, Guerra de la Independencia, Guerras Carlistas, Prisión de Partido Judicial. En definitiva, un lugar emblemático como protagonista directo de trascendentales sucesos de la historia de España.

## Titularidad y gestión
El AHP de Cuenca es un centro de titularidad estatal (Ministerio de Cultura) y gestión autonómica (Consejería de Educación, Ciencia y Cultura de Castilla-La Mancha).

## Fines
La finalidad del Archivo se basa en tres principios recogidos en la Constitución Española de 1978:
- Principio de eficacia de las Administraciones Públicas, artículo 103.1.
- Derecho de acceso de las personas a los archivos y registros administrativos, artículo 105.b.
- Conservación del patrimonio documental público, artículo 46.
El papel de los archivos en la gestión administrativa es imprescindible para dotar a las Administraciones Públicas de un instrumento que facilite las decisiones de sus órganos y, de esta forma, mejorar el servicio que prestan. Los archivos justifican las actuaciones y actividades de los organismos, testimonian los derechos y deberes de las instituciones y de la ciudadanía, garantizan la transparencia y legalidad de las actuaciones de las Administraciones Públicas en el ejercicio de sus competencias y apoyan las medidas necesarias para la simplificación y racionalización de los procedimientos administrativos.
El derecho de acceso a la información. Se trata del reconocimiento expreso por la Administración Pública de que todas las personas tienen derecho a conocer, de manera clara y fehaciente, las actuaciones que directamente les atañen o interesan. Directamente relacionado con el principio de transparencia del sector público, el acceso a la información generada por las instituciones en el ejercicio de sus competencias se considera un derecho fundamental en una sociedad democrática, pues su ejercicio favorece la participación ciudadana y fortalece los principios de seguridad jurídica y publicidad en la gestión de los asuntos públicos.
La conservación del patrimonio documental público. Los archivos tienen la obligación de conservarlo y custodiarlo, para uso y disfrute por las generaciones actuales y futuras. 

## Funciones y objetivos
El AHP de Cuenca cumple las funciones de archivo histórico de la administración periférica del Estado, de la administración periférica del subsistema de archivos de los órganos de gobierno y de la administración de la Junta de Comunidades de Castilla-La Mancha. Esto supone que: recoge, organiza, conserva y difunde la documentación procedente de archivos centrales de la administración periférica del Estado, del archivo territorial, en su caso, o de los archivos centrales de las delegaciones y de las entidades públicas de carácter provincial, además de la documentación de los organismos, instituciones y entidades de carácter provincial dependientes de la Junta de Comunidades de Castilla-La Mancha que hayan sido suprimidas, independientemente de su antigüedad-

## Fondos documentales

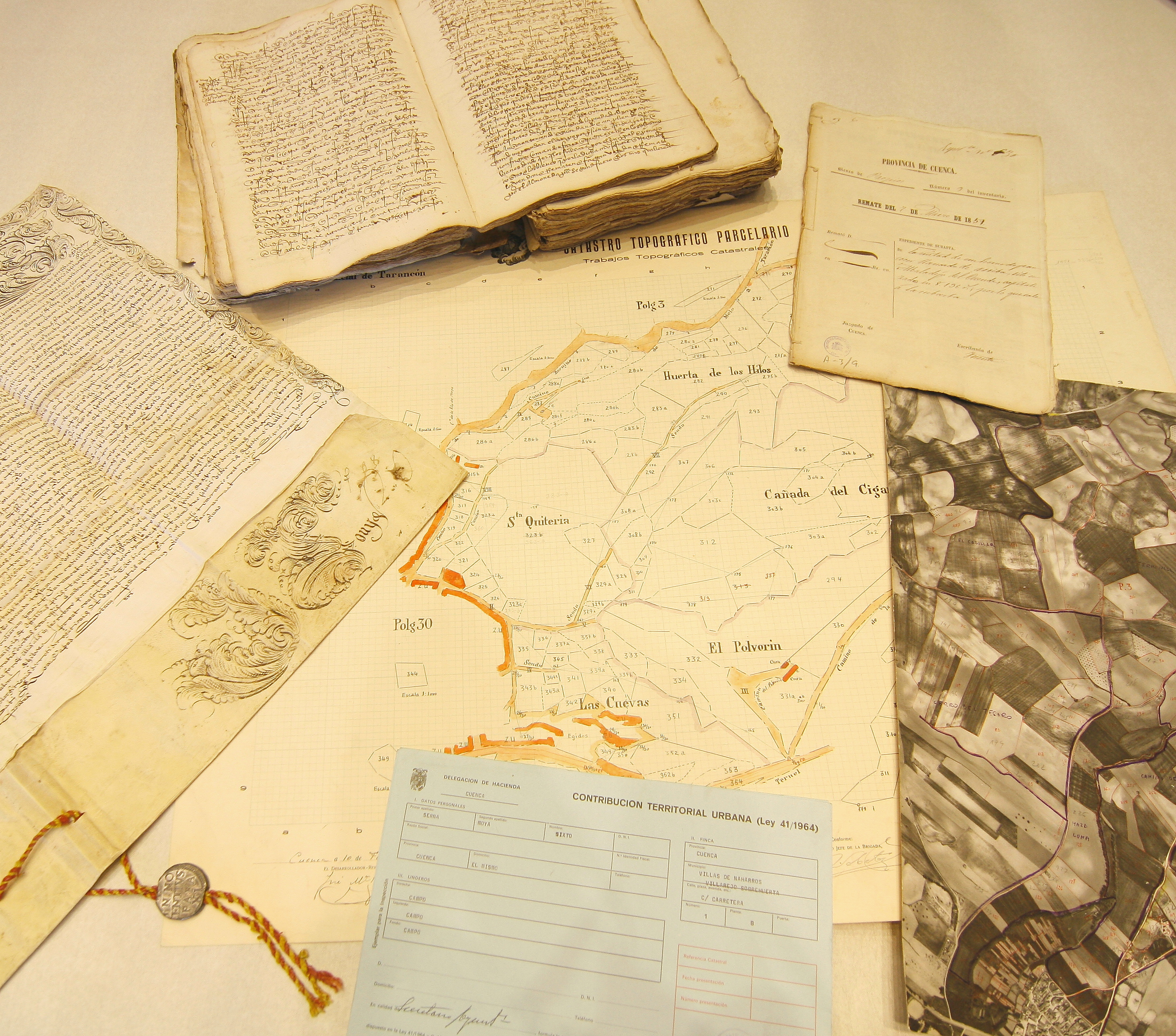
Documentos del AHP de Cuenca.

El AHP de Cuenca, en la actualidad, custodia 8.500 metros lineales de documentación que ha sido transferida por la administración. Esta documentación procede de la administración estatal periférica y de la administración autonómica periférica, además de varios archivos municipales que se encuentran depositados en este centro, por diversas circunstancias.
- Administración Estatal Periférica

Administración de Justicia, Fe Pública (notarial y registral), Comercio (Comisaría de Abastecimientos y Transportes), Cultura, Economía y Hacienda, Educación, Estadística, Interior, Obras Públicas, Sanidad, Trabajo, Turismo y Vivienda.
- Administración Autonómica Periférica

Administraciones Públicas, Agricultura, Educación, Cultura, Economía y Hacienda, Sanidad e Industria.
- Administración Institucional

Cámaras Agrarias: Cuenca, Buenache de la Sierra, Campillo de Altobuey, La Melgosa, Palomera y Valdecabras.
Colegio Oficial de Arquitectos de Castilla-La Mancha (Delegación de Cuenca), Colegio Oficial de Arquitectos Técnicos de Cuenca.
- Administración Local

Archivos Municipales de Alcázar del Rey, Castillo-Albaráñez, Fuentesclaras de Chillarón, Jábaga, Navalón, Sotoca, Torrubia del Castillo, Valdecolmenas de Abajo, Valdecolmenas de Arriba y Villar del Saz de Navalón.
- Administración Corporativa

Organización Sindical-AISS
- Movimiento Nacional

Jefatura Provincial, Delegaciones Provinciales de Asociaciones, Educación física y deportes, Frente de Juventudes, Sección Femenina y Diario de Cuenca (prensa).
- Archivos Religiosos

Clero catedralicio, conventual, monástico y parroquial.
- Colecciones

Pergaminos (siglos XII-XVIII), Manuel Osuna Ruiz, Olivares y Domingo Casas Ubiedo.
- Reprografía de complemento

Catastro de Ensenada, Fuero de Cuenca, documentación del Archivo Municipal de Cuenca, documentación del Archivo Histórico Nacional (Inquisición-Tribunal de Cuenca)

## Servicios

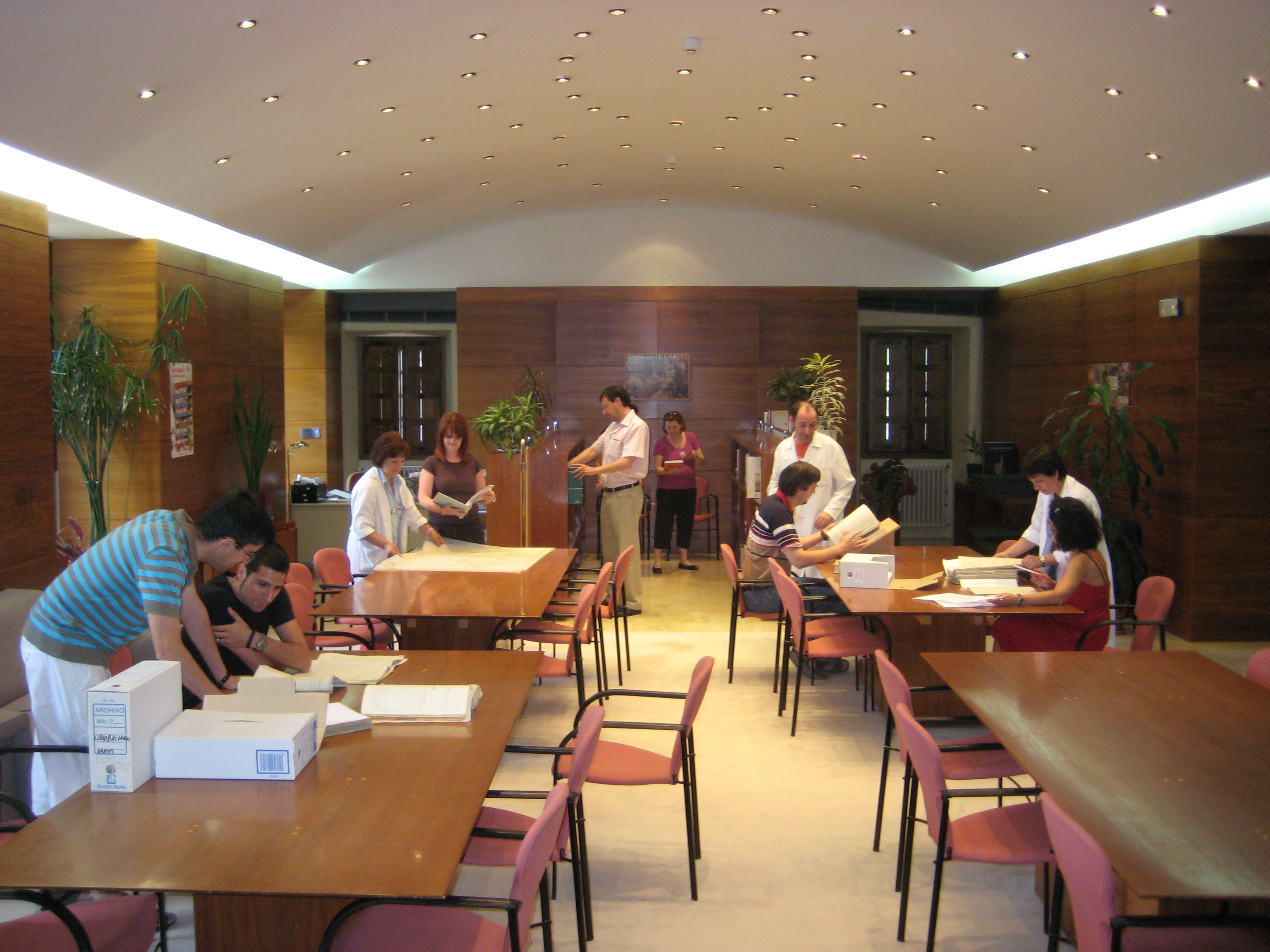
Sala de consulta de documentos del AHPCu.

El acceso al AHP de Cuenca es libre y gratuito para todos los ciudadanos. Estas garantías están reflejadas en la Carta de Derechos del Ciudadano de Castilla-La Mancha. Los usuarios del AHP de Cuenca son la administración y los ciudadanos que acuden en la legítima defensa de sus intereses, o con fines culturales o científicos.
- Servicios de Información

Referencia: cualquier ciudadano puede pedir asesoramiento y orientación al personal del Archivo, tanto para la localización de documentos, como para la averiguación de datos.
Consulta a distancia: además de las consulta presenciales, se puede solicitar información al centro a través de correo electrónico, fax, correo ordinario o teléfono.
- Consultas de documentos

Se puede acceder a la consulta directa de los documentos según lo establecido en la legislación vigente sobre acceso a la información, con las restricciones y excepciones establecidas en la legislación estatal y autonómica.
- Préstamo de documentos

Este servicio se limita a las instituciones productoras de los documentos, así como a las instituciones que lo soliciten legalmente.
- Reproducción de documentos

Los servicios de reprografía del Archivo permite obtener copias mediante fotocopia, microfilm, reproductoras digitales o impresoras, siempre teniendo en cuenta las Normas del Centro, que se facilitan a los usuarios para su conocimiento.
- Programas de Difusión Cultural

El AHP de Cuenca se configura como un foro de difusión de la cultura. Las actividades que en este sentido se ofrecen a los ciudadanos son:
Exposición permanente sobre la historia del edificio, en horario de atención al público.
Visitas guiadas, con cita previa.
Talleres Didácticos: Infantil, Primaria, ESO y Bachillerato, con cita previa.
Formación de usuarios, a través de las publicaciones sobre fuentes documentales, elaboradas desde el Archivo.
El AHP de Cuenca colabora en acciones formativas para funcionarios, incluidos en los Planes de Formación de la Administración Estatal, Autonómica y Local.